# Black-Ingvars
Black-Ingvars es un grupo musical sueco formado en 1995 y compuesto por Anders Möller, Magnus Tengby, Niels Nordin y Henrik Ohlin. 
El mismo año de su fundación, publicaron su primer sencillo "Mitt Eget Blue Hawaii", y comenzaron a desarrollar lo que ellos mismos denominan Swedish Dance Metal: sus trabajos, con sonidos propios del 'deathmetal', versionan canciones religiosas, temas infantiles o música dansband (característica de su país de origen).
En 1998 participaron en el Melodifestivalen con el tema "Cherie", compuesto por Stephan Berg, consiguiendo la quinta posición.

## Discografía
- 1995 - "Earcandy Six"
- 1995 - "Earcandy Five"
- 1997 - "Sjung Och Var Glad Med Black-Ingvars"
- 1998 - "Schlager Metal" (versiones de antiguos temas del Melodifestivalen)
- 1999 - "Heaven Metal" (versiones de temas religiosos)
- 2000 - "Kid's Super Hits"
- 2001 - "The Very Best Of Dansbands Hårdrock"
- 2002 - "Sjung Och Var Glad Med Black-Ingvars 2"